# Silberstandard
Ein Silberstandard ist ein Währungsstandard, der die Währungseinheit durch eine bestimmte Silbermenge definiert.
Üblicherweise ist ein Silberstandard mit der Prägung und dem Umlauf von Silbermünzen als Kurantmünzen verbunden. Auch Silberbarren wurden – neben Münzen – zeitweise, wie z. B. die chinesische Tael-Barrenmünzen, als offizielle Währungseinheiten benutzt bzw. als Geldwertdeckung für Banknoten (siehe Kassenanweisung) und Scheidemünzen verwendet.

## Geschichte und Funktion
Im mitteleuropäisch-deutschsprachigen Raum bestand das umlaufende Geld seit der karolingischen Münzreform Karls des Großen bis 1871 großteils aus Silbermünzen; daneben wurden verbreitet Münzen aus Goldlegierungen, teilweise als Handelsmünzen, und aus Kupfer geprägt. Es herrschte die Idee, das Geld erhalte seinen Wert durch seinen Gehalt an Edelmetall (Warengeld). Die Prägung des Edelmetalls zu offiziell von Münzherren herausgegebenen Münzen garantiert im Idealfall lediglich Menge und Feingehalt des Münzmetalls. Der Silberstandard nach dem Wiener Münzvertrag von 1857 wurde 1871 durch den Goldstandard der Mark deutscher Währung ersetzt.
Gilt ein Silberstandard, so wird der Wert jedes Handelsguts – über seinen Tauschwert in Silbermünzen – auf die Menge Feinsilber bezogen, die in den Münzen enthalten ist. Silber selbst ist jedoch eine handelbare Ware, deren Preis von Angebot und Nachfrage abhängt. Auf lange Sicht haben daher die Beschaffungskosten für Münzmetall einen deutlichen Einfluss auf das Preisgefüge unter einem Edelmetallstandard. Steigt etwa durch neu entdeckte Silbervorkommen oder durch den Import aus dem Ausland die günstig beschaffbare Silbermenge in einem Wirtschaftsraum merklich an, ohne dass mehr andere Waren produziert werden, so kann es zu allgemeinen Preiserhöhungen kommen. Dies ist in der Vergangenheit tatsächlich vorgekommen, z. B. durch den starken Einstrom von Edelmetall aus Lateinamerika in der Frühneuzeit (siehe Conquista). Zudem führten Missernten, Kriege und die Bevölkerungs- und Produktivitätsentwicklungen von Handel und Industrie vom Mittelalter bis in die Neuzeit hinein zu vielfältigen Verschiebungen zwischen der Menge an Münzmetall auf der einen und der Menge an handelbaren Waren und Dienstleistungen auf der anderen Seite.
Scheidemünzen und Papiergeld werden unter einem Edelmetallstandard von den „vollwertigen“ Kurantmünzen unterschieden. Nur letztere verkörpern unmittelbar den Edelmetallstandard. Scheidemünzen enthalten weniger Edelmetall als eigentlich vorgeschrieben; sie waren daher regelmäßig nur als „Kleingeld“ zugelassen. Papiergeld hat naturgemäß so gut wie gar keinen Materialwert, es entspricht unter einem Edelmetallstandard  allein einer übertragbaren Auszahlungsforderung auf Edelmetall gegenüber dem Emittenten des Papiergelds. Werden mehr Scheidemünzen geprägt, als als Kleingeld erforderlich, oder sinkt das Vertrauen des Publikums in die Einlösbarkeit des Papiergelds, so werden diese Geldsorten gegenüber den Kurantmünzen oft nur mit einem Abschlag (Disagio) angenommen. Verbreitet war es auch seitens der Münzherren oder Münzpächter, gegen den jeweils offiziell gültigen Silberstandard zu verstoßen und die formal gleichen Münzen mit immer geringerem Edelmetallgehalt zu prägen (Münzentwertung). Siehe das klassische Beispiel der „Kipper- und Wipperzeit“ um 1621/23 (Dreißigjähriger Krieg).

## Bimetallismus
Es kam auch im deutschsprachigen Raum öfter vor, dass kein alleiniger Silberstandard galt; stattdessen waren Gold- und Silbermünzen oft gleichermaßen und gleichzeitig als Zahlungsmittel zugelassen. Zwischen den Gold- und Silbermünzen galt dann oft ein offiziell festgelegter Umtauschkurs. Diese Situation wird als Bimetallismus bezeichnet.
Die Angebots- und Nachfrageverhältnisse an den Gold- und Silbermärkten liefen jedoch auch schon im Mittelalter nicht immer parallel. Die einmal festgesetzten Umtauschkurse spiegelten dann nicht mehr die tatsächlichen Knappheitsverhältnisse bzw. relativen Marktpreise von Gold und Silber. Dann kann entweder der Umtauschkurs neu festgesetzt oder ganz aufgegeben werden. Erfolgt keine entsprechende Anpassung, so verschwinden die offiziell unterbewerteten Münzsorten aus den Verkehr: Sie werden kaum noch nachgeprägt, eingeschmolzen oder ins Ausland exportiert (Greshamsches Gesetz).
Goldmünzen, die zur Zeit des Silberstandards parallel zum Silbergeld umliefen, hatten einen Kurs zum Silberkurantgeld, der auf den Kurszetteln der Börsenplätze ablesbar war. Diese Goldmünzen hatten die Funktion von „Sondergeld“ für bestimmte Transaktionen: mit ihnen wurden z. B. teure Güter bezahlt und der Handel mit dem Ausland abgewickelt (Handelsmünze). In Handelsverträgen über größere Waren- und Geldbeträge oder bei Schuldscheinen wurde genau zwischen der vereinbarten „Geldart“ unterschieden. So lief z. B. im Preußen des 18. Jahrhunderts neben dem offiziellen Silberkurantgeld („Preußisch Courant“) auch eine relativ große Menge an goldenen „Friedrich d’or“ für höherwertige Zahlungen um. Da die Schwankungsbreite des Kurses der Goldmünzen meist gesetzlich eingeschränkt war, hatte das damalige System gewisse Züge eines Bimetallismus.

## Übergang zum Goldstandard
Die Ablösung des Silberstandards in Europa durch den Goldstandard ging von England aus, der damals mit Abstand global führenden Industrie- und Handelsnation. Unmittelbare Ursache war, dass die englische Regierung unter einem Bimetallismus einen – im Vergleich zum Marktpreis – zu hohen Kurs der englischen Goldmünzen festsetzte. In England konnte daher eine Menge Goldmünzen – wieder im Vergleich zum Marktpreis – in „zu viel“ Silber in Form vom Silbermünzen umgetauscht werden. Dieses Silber konnte dann im Ausland gewinnbringend verkauft werden. Silbermünzen verschwanden daraufhin in England aus dem Umlauf (siehe Greshamsches Gesetz). Faktisch hatte sich aus einem Bimetallismus ein Goldstandard gebildet.
In Folge der weltweiten Silberinflation nach Aufgabe des Silberstandards durch das Deutsche Reich kam es 1873 in Britisch-Indien zu einer schleichenden Entwertung der Rupie gegenüber dem goldgedeckten Pfund. Die Rupie basierte nämlich weiterhin auf dem Silberstandard. Dies war insbesondere für die Zahlung der Home Charges bedeutsam, in Pfund abgerechnete Ausgaben, die Indien an das „Mutterland“ abführen musste.